# Сетниця (Доброва-Полхов Градець)
Сетниця (словен. Setnica) — поселення в общині Доброва-Полхов Градець, Осреднєсловенський регіон, Словенія. 
Висота над рівнем моря: 513,2 м.